# Marie Schmalenbach

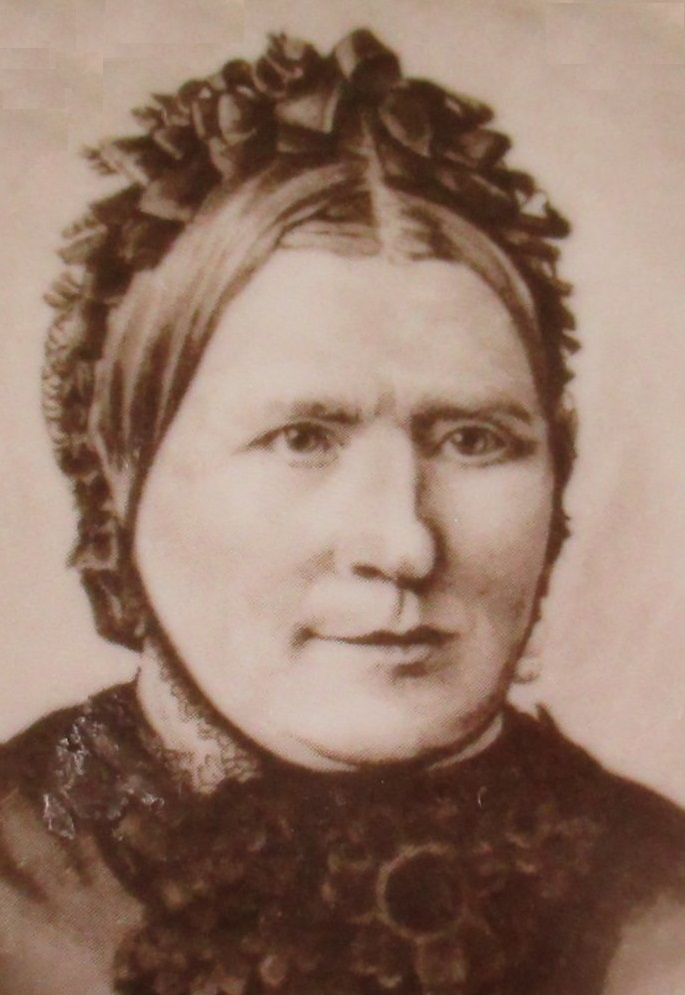
Marie Schmalenbach als junge Frau

Marie Schmalenbach (* 23. Juni 1835 als Marie Emilie Huhold in Holtrup; † 10. März 1924 in Mennighüffen) war eine deutsche Pfarrersfrau. Sie verfasste Gedichte und Kirchenlieder.

## Leben
Marie Schmalenbach wurde als drittes von elf Kindern des Pastors und späteren Superintendenten des Kirchenkreises Vlotho Ferdinand Huhold in Holtrup, heute Porta Westfalica, geboren. Sieben ihrer Geschwister starben früh. Marie verbrachte eine für bürgerliche Töchter standesgemäße Kinder- und Jugendzeit: Sie war vermutlich einige Jahre Schülerin der Klosterschule Marienberg bei Helmstedt, sprach sehr gut Englisch und hatte gute Kenntnisse in Französisch und Latein.
Nach Abschluss ihrer Schulzeit hielt sie sich im Frühjahr des Jahres 1853 einige Monate in Hamburg bei ihrer Tante und ihrem Onkel mütterlicherseits auf. Diese recht vermögende Familie engagierte für ihre Nichte einen Englischlehrer und führte sie in das kulturelle Leben der Großstadt ein. Sie besuchte Konzerte, Theater und Opern. 1854 wurde Marie nach Lübbecke in die Familie des Pastors Möller geschickt, um dort die Führung eines bürgerlichen Haushalts zu lernen.
Mit noch nicht ganz 22 Jahren heiratete Marie am 21. Januar 1857 Theodor Schmalenbach, damals Hilfsprediger, später Pfarrer und Superintendent, mit dem sie zunächst in Minden und ab 1863 bis zu seinem Tode am 7. Februar 1901 in Mennighüffen, heute Löhne, lebte. Das Paar hatte fünf Kinder.
Marie Schmalenbach kränkelte lange Jahre und besuchte die Bäder Oeynhausen, Pyrmont und Norderney. Dennoch überlebte sie ihren Mann um 23 Jahre und starb am 10. März 1924 im Alter von 88 Jahren. Die Grabsteine von Marie und Theodor Schmalenbach stehen an der Kirche in Mennighüffen. Maries Grabstein trägt als Inschrift die dritte Strophe ihres Liedes „Brich herein, süßer Schein“ („Jesus Christ, nur du bist ... – ... die dein Wort verspricht“).

## Werk
Marie Schmalenbach ist die Dichterin des früher in Minden-Ravensberg sehr beliebten Kirchenliedes „Brich herein, süßer Schein“ (Melodie von Karl Kuhlo), das in das Evangelische Gesangbuch (Ausgabe für Westfalen, Rheinland und Lippe) unter Nr. 572 aufgenommen worden ist.

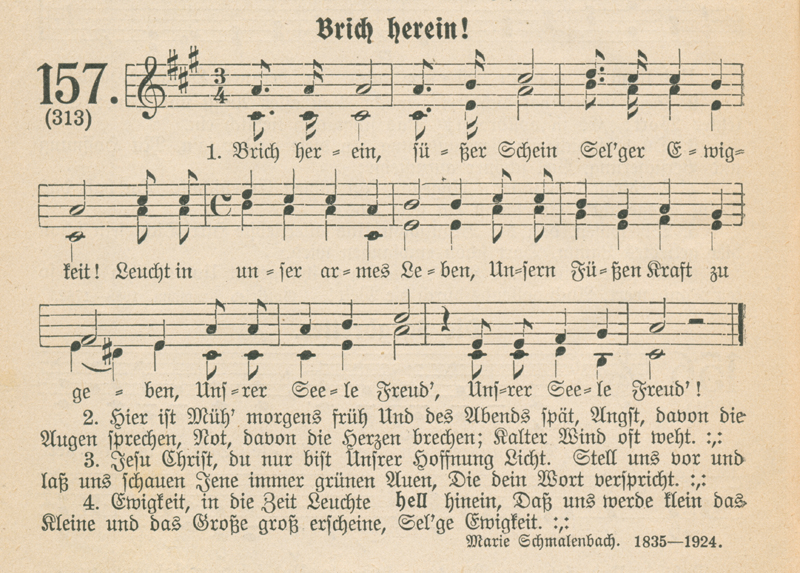
Brich herein, süßer Schein, Druckfassung 1925

1 Brich herein, süßer Schein selger Ewigkeit! Leucht in unser armes Leben,
unsern Füßen Kraft zu geben, unsrer Seele Freud.
2 Hier ist Müh morgens früh und des Abend spät; Angst, davon die Augen sprechen,
Not, davon die Herzen brechen; kalter Wind oft weht.
3 Jesus Christ, du nur bist unsrer Hoffnung Licht; stell uns vor und lass uns schauen
jene immer grünen Auen, die dein Wort verspricht.
4 Ewigkeit, in die Zeit leuchte hell hinein, dass uns werde klein das Kleine
und das Große groß erscheine, selge Ewigkeit.
Im Regionalteil Württemberg des Evangelischen Gesangbuchs ist das Lied mit einer eigenen Weise von Joseph Schott (1860–1933) von 1911 enthalten.
Weniger bekannt ist, dass Marie Schmalenbach auch zahlreiche Gedichte verfasste, die häufig in der Frauenzeitschrift Martha und der konservativen Tageszeitung Der Reichsbote abgedruckt wurden. 1882 gab der Gütersloher Verleger Heinrich Bertelsmann, ebenfalls der Erweckungsbewegung zugeneigt und mit der Familie Schmalenbach persönlich befreundet, eine Sammlung der Gedichte unter dem Titel „Tropfen aus dem Wüstenquell“ heraus. Der 260 Seiten starke Band ließ sich allerdings nur schlecht absetzen und wurde weder für den Verleger noch für die Autorin zu einem finanziellen Erfolg. Nach dem Tod ihres Mannes veröffentlichte sie 1902 seine bedeutendsten Predigten.
Die Evangelische Kirche von Westfalen würdigte 1999 das Lebenswerk von Marie Schmalenbach in einer künstlerischen Verglasung der Eingangshalle im Bielefelder Landeskirchenamt durch Susanne Precht: „Kirchenmusik westfälischer Liederdichterinnen und -dichter“.